# 全国部落青年戦闘同志会
全国部落青年戦闘同志会（ぜんこくぶらくせいねんせんとうどうしかい）は、1970年代に部落解放運動へ参入していった革命的共産主義者同盟全国委員会（中核派）のメンバーによって設立された団体。機関誌は『荊冠』。
主張としては「天皇制国家の階級的支配を支え、補完する役割をになわされてきた」部落を解放するためには、天皇制国家である日本帝国主義を打倒することによってのみ達成できるものであり、またそれこそが「革命的部落解放闘争」であるとしている。

## 設立の経緯
戦闘同志会の設立年に関してははっきりしないが、少なくとも1975年の時点では中核派の下部組織として活動を展開している。ただし当時の中核派は革マル派との内ゲバ抗争の真っ只中にあり、当時の戦闘同志会の主張や論文を読んでも、非難の対象は革マル派ばかりで、中核派の主張と全く大差ない。ただ、当時の中核派には、部落解放同盟にも所属していたメンバーも少なくなく、戦闘同志会はそれらのメンバーで構成されていたとも言われている。
全国部落青年戦闘同志会が通称「中核派革命軍」へと移行したという誤解が絶えないが、革命軍の正式名称は「人民革命軍武装遊撃隊」であり、「対カクマル戦」の過程で結成された物であり戦闘同志会とは全く別個の組織である。もちろん戦闘同志会から革命軍に志願した青年がいないわけではないが、戦闘同志会と人民革命軍を混同するのは全くの誤りである。

## 組織の現状
全盛期には「同志会」と書かれたヘルメットを被って、狭山闘争などのデモにも顔を出していた戦闘同志会だが、中核派が大衆運動路線を取り、また部落解放同盟全国連合会が設立されると、戦闘同志会の存在価値は急速に薄れていく。現在でも時折、中核派の機関紙である『前進』紙上に戦闘同志会の署名入り論文が掲載されることもあるが、表立った活動は何もなく、事実上、活動休止状態にあるといっていい。
なお、戦闘同志会と同じように極左団体の下部組織として活動した部落解放運動団体では、革命的労働者協会（社会党社青同解放派）系の「全国部落解放青年同盟」がある。